# Североевропейский кубок Формулы-Рено
Североевропейский кубок Формулы-Рено (по 2016 год в названии имелась приставка 2.0) — европейская гоночная серия категории Формула-Рено 2.0, существовавшая с 2006 по 2018 года.

## История

Логотип Североевропейского кубока Формулы-Рено в период выступлений
2016—2017 годах

Серия была создана в 2006 году в результате объединения немецкого и голландского чемпионатов Формула-Рено 2.0. Поначалу гонки проводились в основном на территории Германии, Нидерландов и Бельгии, но с годами чемпионат получил распространение по всей Европе. Промоутером серии была компания MdH Consultants AG.
На автомобилях использовались шасси Tatuus и двигатели Renault Clio. Очки присуждались первым двадцати финишировавшим в заезде гонщикам. В 2010 году помимо основного турнира проводилось соревнование по второму классу серии FR2000.
За время существования кубка в нём приняло участие немало будущих пилотов Формулы-1: Себастьен Буэми, Брендон Хартли, Валттери Боттас, Карлос Сайнс-младший, Кевин Магнуссен, Стоффель Вандорн, Пьер Гасли, Эстебан Окон и Ландо Норрис. Также выступали автогонщики из России, например, Сергей Афанасьев, Антон Небылицкий, Даниил Квят, Никита Мазепин и другие.
В декабре 2018 года организатор серии объявил о ликвидации чемпионата в связи с падением интереса к нему со стороны молодых гонщиков.

## Результаты сезонов
| Сезон | Чемпион                 | Второй                  | Третий            | Команда-чемпион       |
| ----- | ----------------------- | ----------------------- | ----------------- | --------------------- |
| 2006  | Фелипе Албукерке        | Крис ван дер Дрифт      | Ксавье Маассен    | нет                   |
| 2007  | Франк Кехеле            | Тобиас Хегевальд        | Валттери Боттас   | нет                   |
| 2008  | Валттери Боттас         | Антониу Феликс да Кошта | Тобиас Хегевальд  | нет                   |
| 2009  | Антониу Феликс да Кошта | Кевин Магнуссен         | Марко Соренсен    | нет                   |
| 2010  | Людвиг Гиди             | Миккель Мак             | Йерун Мюл         | нет                   |
| 2011  | Карлос Сайнс-мл.        | Даниил Квят             | Стоффель Вандорн  | Koiranen bros.        |
| 2012  | Джейк Деннис            | Джордан Кинг            | Джош Хилл         | Fortec Motorsports    |
| 2013  | Мэтт Перри              | Джек Эйткен             | Деннис Олсен      | нет                   |
| 2014  | Бен Барикот             | Луи Делетраз            | Себ Моррис        | Josef Kaufmann Racing |
| 2015  | Луи Делетраз            | Кевин Йорг              | Укио Сасахара     | Josef Kaufmann Racing |
| 2016  | Ландо Норрис            | Макс Дефорни            | Дориан Бокколаччи | Josef Kaufmann Racing |
| 2017  | Михаэль Бениахия        | Жиль Магнус             | Бартломей Мирецки | R-ace GP              |
| 2018  | Дуред Гаттас            | Фил Хилл                | Габриэль Гандулия | R-ace GP              |

### Комментарии
1. ↑  Помимо основных пилотов было ещё 16 выступавших как приглашённые, их достижения не шли в зачёт.